# حشره‌خوار آبی سوماترا
حشره‌خوار آبی سوماترا (نام علمی: Chimarrogale sumatrana) نام یک گونه از سرده حشره‌خوارهای آبی آسیایی است.